# Masaaki Furukawa
Masaaki Furukawa (jap. 古川 昌明 Furukawa Masaaki; ur. 28 sierpnia 1968) – japoński piłkarz występujący na pozycji bramkarza.

## Kariera klubowa
Od 1989 do 2000 roku występował w klubach Honda, Honda Luminozo Sayama, Kashima Antlers i Avispa Fukuoka.